# Didemnum uturoa
Didemnum uturoa är en sjöpungsart som beskrevs av Monniot 1987. Didemnum uturoa ingår i släktet Didemnum och familjen Didemnidae. Inga underarter finns listade i Catalogue of Life.